# 리더스코스메틱
리더스코스메틱(Leaders Cosmetics Co. Ltd.)는 대한민국의 코스메슈티컬 기업이다. 본사는 서울시 광진구 능동로 90 더클래식 500 씨 404호에 위치해 있으며 대표이사는 김진구이다.

## 역사
2022년 4월에 산성피앤씨를 합병하였다.

## 참고문헌
1. ↑  리더스코스메틱, 인터파크투어와 마스크팩 패키지 출시, 코신코리아, 2019.04.18
2. ↑  리더스코스메틱 에스디생명공학, K뷰티 수출정책에 해외진출 넓어져, 비즈니스 포스트, 2019년 12월 31일
3. ↑  에이디칩스 리더스코스메틱 주가 장중 하한가, 관리종목 지정 우려, 비즈니스포스트, 2022년 2월 11일